# Jochen Kuhn (Regisseur)

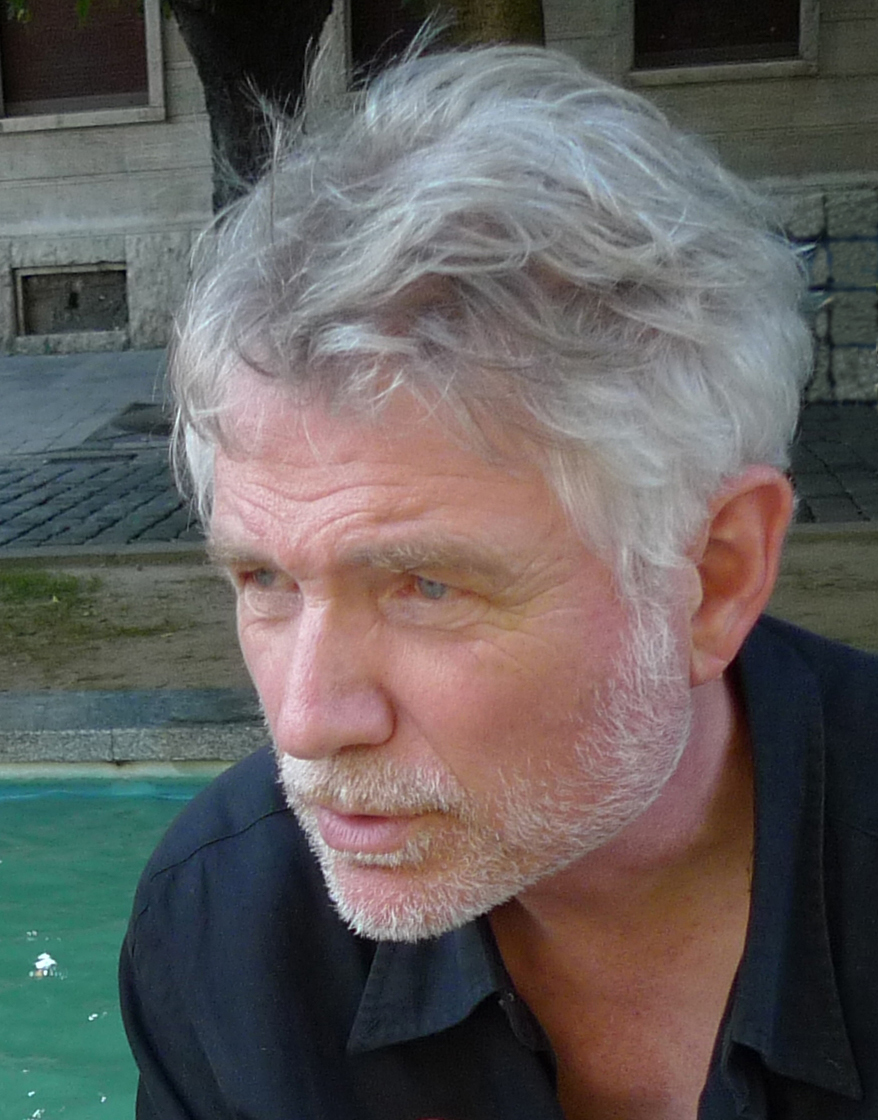
Jochen Kuhn (2011)

Jochen Kuhn (* 7. April 1954 in Wiesbaden) ist ein deutscher Maler und Filmemacher, Drehbuchautor, Komponist und Fotograf.

## Leben
Der Sohn des Gewerkschaftssekretärs Hans-Georg Kuhn begann mit 15 Jahren zu malen und studierte nach dem Abitur 1975 bis 1980 an der Hochschule für bildende Künste Hamburg.
Bereits während seiner Schulzeit in Hamburg-Sasel drehte er mit einer geliehenen Doppel-8-Kamera kurze Filme, die er in der Aula des Gymnasiums vorführte. Seine erste größere Filmarbeit war 1973 der Super8-Film Der Fluch des Architekten.
Die meisten seiner Filme sind direkt unter der Kamera gemalte und animierte Collagen, manchmal mit Einbeziehung von Spielszenen oder Fotos. Das Hamburger Kino Abaton zeigte frühzeitig seine Werke in Super8-Filmschauen. 1981 erhielt Kuhn einen Bundesfilmpreis für Der lautlose Makubra, eine Collage um ein altes Foto und einen Handschuh. Sein erster 16-mm-Spielfilm Kurz vor Schluß, zugleich sein erster Film ohne Animationsteile, entstand im Auftrag des ZDF. In Robert Langner, Biografie erzählte er in etwa 6000 gemalten Bildern die fiktive Geschichte eines erfolglosen Schauspielers.
Kuhn lehrt seit 1991 an der Filmakademie Baden-Württemberg. Seit 1994 ist er Mitglied der Akademie der Künste Berlin.
Sein Archiv befindet sich im Bundesarchiv – Abteilung Filmarchiv (Berlin).

## Filme
- Der Fluch des Architekten (1973, Kurz-Animationsfilm)
- Lauter Anfang (1975, Kurz-Animationsfilm)
- Bildnis M. (1976, 15 Min.)
- Der Umzieher (1977, 30 Min.)
- Die Bühne (1978, 45 Min.)
- Entwurf für ein Bühnenstück (1979, 12 Min.)
- Der lautlose Makubra (1980, 24 Min.), Bundesfilmpreis 1981
- Das Ei (1982, 7 Min.)
- Immer weiter (1984, 24 Min.)
- Kurz vor Schluß (1986, 83 Min.) Spielfilm mit Otto Sander, Nina Hoger u. a.
- Der Höllenfranz (1986, 13 Min.)
- Jo-Jo (1992, 6 Min.)
- Brief an die Produzentin (1985, 15 min) Trickfilmfestival Stuttgart Preis der Jury 1986
- Lob des Anrufbeantworters (1989, 7 min)
- Der Weg zur Baustelle (1989, 7 min)
- Hotel Acapulco (1987, 12 min)
- Robert Langner, Biografie (1988, 32 min), Spezialpreis der Jury Animationsfilmfestival Stuttgart 1990
- Die Beichte (1990, 11 min), Innovative Cinema Filmpreis München 1991, Hessischer Filmpreis 1991, Nominierung zum Bundesfilmpreis 1991
- Silvester (1992/3, 14 min), Bundesfilmpreis 1993, Großer Preis internat. Kurzfilmtage Oberhausen 1993, Erster Preis der Jugendjury Oberhausen 1993, Spezialpreis der Jury Trickfilmfestival Stuttgart 1994
- Neulich 1 (1998, 3 min 30 sek), Preis der Landeshauptstadt Trickfilmfestival Stuttgart 2000
- Fisimatenten (2000, 95 min), Spielfilm
- Neulich 2 (2000, 8 min 30 sek), 1. Publikumspreis Filmfest Regensburg 2001, Hauptpreis bester Kurzfilm Filmkunstfest Mecklenburg-Vorpommern in Schwerin 2001, 1. Preis Festival Nouveau Cinema Montreal/Canada 2000
- Neulich 3 (2002, 6 min), Preis der deutschen Filmkritik als bester Kurzfilm 2002, Publikumspreis Filmfest Würzburg 2003
- Neulich 4 (2003, 14 min)
- Neulich 5 (2004, 13 min)
- Sonntag 1 (2005, 6 min)
- Exit (2008, 36 min)
- Prediger (2009, 8 min)
- Sonntag 2 (2010, 11 min 30 sek), Nominierung zum Deutschen Kurzfilmpreis 2011
- Sonntag 3 (2012, 14 min), Deutscher Kurzfilmpreis in Gold 2013 (Goldene Lola) und viele weitere nationale und internationale Preise
- Sonntag Null (2013, 9 min 46 sek)
- Immer müder (2014, 6 min 7 sek), Loup argenté (Best Short Film in the International Competition 44th Festival du nouveau cinema Montréal 2015)
- Zentralmuseum (2016, 14 min 40 sek)
- Gerichtszeichner (2018, 11 min 30 sek)

## Bücher
- Jochen Kuhn: Filme – Malerei. Emi Bollweber (Hg.), Edition Kavka, 2002, ISBN 3-910179-59-2
- Jochen Kuhn: NEULICH 1-5. Filmgalerie 451, ISBN 3-937045-29-5

## Auszeichnungen
- 1981: Filmband in Silber (Kurzfilm) für Der lautlose Makubra
- 1986: Spezialpreis der Jury des Trickfilmfestivals Stuttgart für Brief an die Produzentin
- 1988: Stipendium der Deutschen Akademie Villa Massimo[1]
- 1990: Preis für den innovativsten Film; Internationale Trickfilmtage Stuttgart; für Robert  Langner, Biografie
- 1991: Hessischer Filmpreis für Die Beichte
- 1991: Innovative Cinema Filmpreis; Filmfest München; für Die Beichte
- 1991: Nominierung zum Bundesfilmpreis für Die Beichte
- 1993: Großer Preis des Kurzfilmfestivals Oberhausen für Silvester
- 1993: Bundesfilmpreis für Silvester
- 1994: Diplom des Centre Pompidou, Paris, für Silvester
- 2000: Preis der Stadt Stuttgart; Trickfilmfestival Stuttgart; für Neulich 1
- 2000: Loup Argenté; Filmfestival Montreal; für Neulich 2
- 2001: Hauptpreis für den besten Kurzfilm; Filmkunstfest Schwerin; für Neulich 2
- 2001: Publikumspreis; Filmfest Köln; für Neulich 2
- 2001: 1. Publikumspreis; Filmfest Regensburg; für Neulich 2
- 2003: Preis der deutschen Filmkritik für den besten Kurzfilm 2002; Festival Saarbrücken; für Neulich 3
- 2003: Publikumspreis; Festival Würzburg; für Neulich 3
- 2003: Publikumspreis; 11. Internationales Kurzfilmfest Tübingen; für Neulich 3
- 2003: Großer Preis der Filmwerkstatt; Filmfestival Münster; für Neulich 3 (geteilt)
- 2004: Preis der Jury; Kurzfilmtage Bamberg; für Neulich 3
- 2013: Preis für Sonntag 3 als Bester Animationsfilm beim Internationalen Kurzfilmfestival Tampere (Finnland)
- 2013: Sonntag 3 wurde für den European Short Film Academy Award nominiert
- 2013: Deutscher Kurzfilmpreis in Gold (Goldene Lola) für Sonntag 3
- 2013: Sonntag 3 gewann den 1. Preis in der Kategorie Animation beim International Festival of Documentary and Short Film of Bilbao ZINEBI
- 2013: Sonntag 3 wurde beim exground filmfestival 26, Wiesbaden, im Publikumsvotum des Deutschen Kurzfilm-Wettbewerbs mit dem 2. Preis ausgezeichnet
- 2013: Die Jury des Festivals Aye, Aye Nancy‐Lorraine zeichnete Sonntag 3 durch eine besondere Erwähnung aus.
- 2013: Sonntag 3 erhielt den Preis Best Animation der Bamberger Kurzfilmtage
- 2014: Sonntag 3 wurde mit dem Golden Zagreb Award des Animafest Zagreb 2014 (The World Festival of Animated Film) ausgezeichnet
- 2015: Immer müder erhielt Loup argenté als bester Kurzfilm im internationalen Wettbewerb des 44th Festival du nouveau cinema Montréal 2015

## Musik
- 2004: Hämmerklavier XVI: Der Höllenfranz musikalische Liveperformance zum gleichnamigen Film von Jochen Kuhn, Komponist: Moritz Eggert